# Leontopodium
Leontopodium là một chi thực vật có hoa trong họ Cúc (Asteraceae).

## Loài
Chi Leontopodium gồm các loài: